# Gare de Neuburg (Rhein)
La gare de Neuburg (Rhein), en allemand Bahnhof Neuburg (Rhein), est une gare ferroviaire allemande, située à Neuburg am Rhein, arrondissement de Germersheim dans le land de la Rhénanie-Palatinat.
C'est une halte voyageurs de la Deutsche Bahn (DB) desservie par des trains Regionalbahn.

## Situation ferroviaire
La gare de Neuburg (Rhein est située au point kilométrique (PK) 57,3 de la Bienwaldbahn, entre les gares de Berg (Pfalz) et de Hagenbach.

## Service des voyageurs

### Desserte
Neuburg (Rhein est desservie par des trains régionaux, Regionalbahn, de la ligne Wörth (Rhein) - Lauterbourg.

### Intermodalité
Un parc pour les vélos et un parking pour les véhicules y sont aménagés. 